# Champion 400

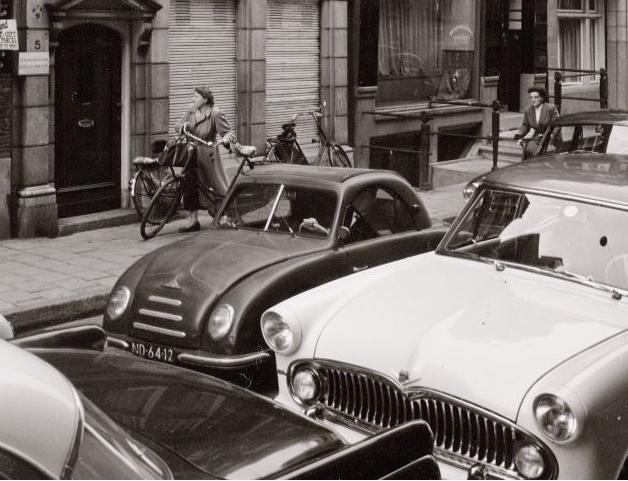
Frühe Ausführung mit anderer Frontgestaltung

Der Champion 400 ist ein Automodell der Automarke Champion von der Champion-Automobilbau GmbH. Er erschien im Februar 1951, nachdem der Hermann-Holbein-Fahrzeugbau bereits im Mai 1950 einige Vorserienfahrzeuge gebaut hatte. Im Dezember 1952 übernahm die Rheinische Automobil-Fabrik, Hennhöfer & Co. OHG die Produktion, die im Mai 1953 endete. Nachfolger war der Champion 400 H.

## Fahrwerk und Karosserie
Gegenüber dem Vorserienmodell musste das Fahrgestell geändert werden, weil Hauptzulieferer Benteler möglichst viele Teile liefern wollte. Die Änderungen machten das Fahrzeug hecklastiger, wodurch die Straßenlage, die Kurvenstabilität und die Federungseigenschaften litten. Der Champion 400 hatte einen Zentralrohrrahmen mit verschweißter Karosserie, vorn doppelte Querlenker und hinten eine Pendelachse, jeweils mit Gummi-Torsionsfedern, und eine Zahnstangenlenkung. Teleskopstoßdämpfer waren ab 1952 gegen Mehrpreis erhältlich. Trommelbremsen vorn und hinten mit einer Gesamtbremsfläche von 310 cm² wurden hydraulisch betätigt. Die zweitürige Stahlblechkarosserie in Form einer Cabriolimousine bot Platz für zwei Personen. Drauz aus Heilbronn fertigte sie. Eine Besonderheit waren die halbkreisförmigen Seitenfenster mit Scheiben, die nicht versenkt, sondern auf einer quer zur Fahrtrichtung liegenden Achse gedreht wurden.

## Maße und Gewichte
Bei einem Radstand von 180 cm und einer Spurbreite von 120 cm betrug die Fahrzeuglänge 318 cm, die Fahrzeugbreite 147 cm und die Fahrzeughöhe 130 cm. Das Leergewicht betrug 495 kg, das zulässige Gesamtgewicht 750 kg.

## Antrieb
Der Motor musste gegenüber dem Vorserienmodell getauscht werden, da der ursprüngliche Lieferant Triumph nicht mehr ohne Sicherheiten liefern wollte. Der wassergekühlte Zweizylinder-Zweitakt-Flachkolbenmotor von ILO hatte einen Hubraum von 398 cm³ und leistete 14 PS (10,2 kW) bei 4000/min; das maximale Drehmoment betrug 2,8 mkp (27 Nm) bei 2800/min. Er war im Heck des Fahrzeugs eingebaut und trieb über ein Dreiganggetriebe mit Mittelschaltung die Hinterachse an. Die Höchstgeschwindigkeit war mit 85 km/h, der Kraftstoffverbrauch mit 4,5 Liter auf 100 km angegeben.

## Neupreis und Stückzahl
Der Neupreis betrug zunächst 3750 DM, ab Juli 1952 3995 DM. 1904 Champion 400 wurden zwischen Februar 1951 und Mai 1953 gebaut.